# بیلگسو آیدان
بیلگسو آیدان (انگلیسی: Bilgesu Aydın؛ زادهٔ ۸ ژوئن ۱۹۹۴) بازیکن فوتبال اهل ترکیه است.
وی همچنین در تیم‌های ملی فوتبال Turkey women's national under-19 football team و زنان ترکیه بازی کرده‌است.